# José Horacio Betancur Betancur
José Horacio Betancur Betancur (Medellín, 1918 - corregimiento de Porce, Yolombó, 1957) fue un escultor colombiano.
Su primer trabajo escultórico consistió en una pieza en madera, elaborada a sus 21 años, la cual lo impulsó a iniciar estudios formales, un año después, en el Instituto de Bellas Artes.

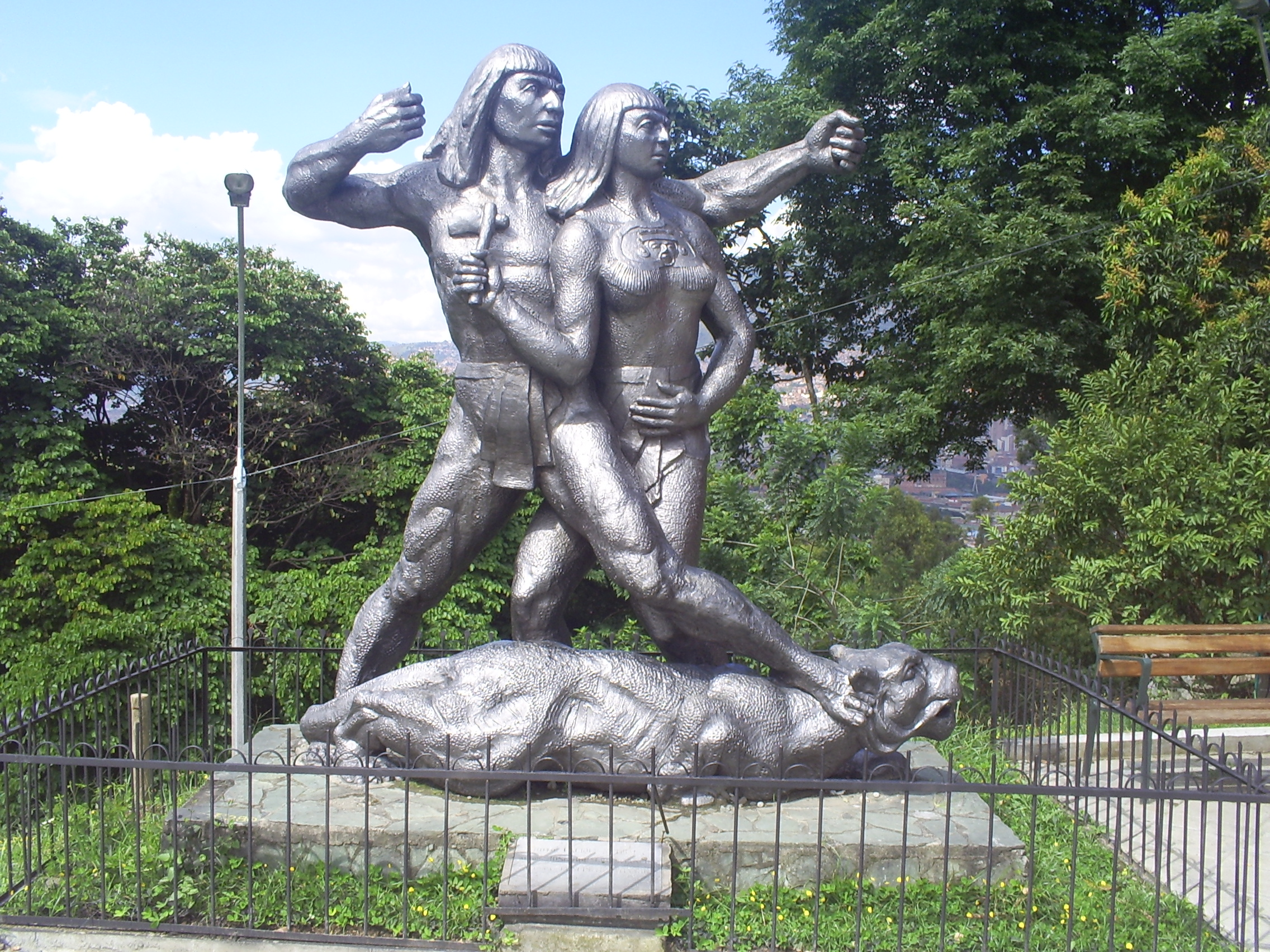
El Cacique Nutibara, de José Horacio Betancur, en el Cerro Nutibara.

A sus 22 años, en 1942, montó su primer taller, que luego ampliaría con otro más funcional en 1944; en este nuevo local experimentó trabajar con diversos materiales, además de la madera: mármol, cemento, granito, piedra blanca y verde, y yeso.
Desde muy joven fue profesor de escultura en Bellas Artes y posteriormente en el Colegio Sagrado Corazón. Algunas de sus obras más representativas son emblemáticas de la ciudad de Medellín, y se encuentran en el Cerro Nutibara. Su trabajo refleja su idealismo y su afición por los motivos indígenas originales de Antioquia; su temática en general es profundamente regional.
En el Jardín Botánico de Medellín, el Teatro Pablo Tobón Uribe y el Pueblito Paisa del Cerro Nutibara se destacan sus esculturas La Madremonte, La Bachué, y El Cacique Nutibara, respectivamente.
Desde 1945 hasta 1977, el Maestro Betancur participó en numerosas exposiciones en varias ciudades del país.

## Cronología
1918. Nace en El Corregimiento de San Antonio de Prado el 2 de julio, es el mayor de 5 hijos de Rafael Betancur y María Ramona Betancur.
1930. Sus padres lo matriculan en la Escuela Superior Industrial de San Juan Bautista de la Salle, dirigida por los hermanos cristianos (escuela del hermano Timoteo) donde estudio hasta quinto de primaria.
1935. Ingresa a la Tipografía Bedout, donde trabaja en diversos oficios.
1939. De un trozo de naranjo y con una navaja talla su primera escultura Un “Cristo Caído”, copia del que existe en la iglesia de la candelaria.
1940. Ingresa becado a la Escuela de Escultura del Instituto de Bellas Artes. Allí recibe el primer premio en escultura.
1941. Recibe la calificación: mención honorífica en “Desnudos”, en el Instituto de Bellas Artes.
1941. Contrae matrimonio con su prima hermana María Enriqueta Tamayo Betancur de cuya unión hubo cuatro hijos: Dara, José Horacio, Miguel Ángel Nutibara e Inés de Jesús.
1942. El 20 de agosto monta su primer taller llamado Taller Luis XV, “Lo que el arte logra en la madera” en Uribe Ángel por Ayacucho # 48 A 33 del barrio Buenos Aires, en compañía de su amigo Alberto Fernández.
1943. Le compra la parte a su amigo Alberto Fernández y así da rienda suelta a su espíritu creador.
1944 En Medellín, expone en el Salón de Arte de la Feria Exposición Nacional.
1944. Realiza la escultura “Placido Vélez” única escultura que talló con pantógrafo en madera.
1945. Compra un terreno y su casa en el barrio Sucre, calle 57 A # 31-40, donde monta su taller de escultura que habitara hasta su muerte.
1945. Expone En el Sexto Salón de Artistas Colombianos, abierto el 12 de noviembre en la Biblioteca Nacional de Bogotá, alcanzando éxito principalmente con su “Placido Vélez”, “un viejo noble de Envigado” que talló en madera y vendió luego al Museo de Zea (hoy de Antioquia), por una ordenanza de la Asamblea de Antioquia en el mismo año.
1945. Expone En las Galerías de Arte en Bogotá, Avenida Jiménez de Quesada # 5-61, allí expuso consecutivamente hasta el año 1951 en que se liquidó la Galería.
1946. Realizó sus obras: “Desesperación”, “Vida en las Montañas de Antioquia”, “Aguardiente y Limón”. Entre otras.
1946. Realiza la talla monumental “Familia Antioqueña” o “Vida en las Montañas de Antioquia”, que más adelante expondrá en Medellín y Bogotá. talla directa, en formato monumental de 3 m por 1,44 m y 10 cm de grueso, en cedro. Solo queda el registro en fotografía del cartón y de la Talla.
1947. Realizó una exposición personal en el museo de Zea (sala Ricardo Rendón) de Medellín, (Carrera Sucre entre calles de Maracaibo y avenida primero de Mayo) donde presentó 50 obras.
1947. Realiza los relieves monumentales: “Opresión” y “La Lucha Minera” o “Minería Antigua y Minería moderna”, tallas directas, en formato monumental de 3 m por 1,44 m y 10 cm de grueso, en cedro.
1948. El 2 de agosto se firma el contrato para la realización de un monumento a Jorge Eliécer Gaitán en el municipio de Puerto Berrio.
Realiza La cabeza monumental de Jorge Eliecer Gaitán en granito esmerilado, que por primera vez es utilizado en la escultura.
1948. Envió a la exposición que con motivo de la IX Conferencia Panamericana se preparaba en Bogotá, dos tallas en madera: “Opresión” y “Montañas de Antioquia” o “Familia Antioqueña”, eran tallas directas, en formato monumental de 3 m por 1,44 m y 10 cm de grueso horizontales en cedro, que por ironía del destino, tuvieron el mismo fin que van teniendo la reales montañas de este departamento: morir quemadas por la mano del hombre; perecieron el 9 de abril en el Palacio de Comunicaciones y fue al único autor a quien no se le reconocieron perjuicios “desde entonces le cogí cierta pereza a la madera” dice y “empecé a trabajar con otros elementos”.
1949. A principios del año, llevó sus obras (tallas en madera y piedra, desde la miniatura hasta el tamaño monumental) a la Feria del Libro en Medellín (Junín entre Caracas y Maracaibo); donde sus desnudos de divinidades indígenas de América provocaron un escándalo que se debatió en la prensa y cuya expulsión de la Sala de la Feria fue propuesta y tramitada en la Curia Arquidiocesana y la dirección de Antioquia; El doctor José Manuel Mora Vásquez, funcionario de Educación por ese entonces, respaldo la presencia de la obra de Betancur en el vestíbulo de la feria y enfrentado en pugna franca con el Presbítero Víctor Wiedmam impidió que las tallas del Escultor Antioqueno fueran proscritas de aquel certamen cultural.
1949. El 19 de noviembre, expone en el Salón Nacional de Arte Moderno, abierto en el Museo Nacional de Bogotá.
1950. Realiza la Escultura La Barequera talla en piedra arenisca (bogotana) de formato monumental que más adelante regala a Medellín para ser colocada en el Bosque de la Independencia y es rechazada por la Censura. Y hoy se expone muy discretamente en el Museo de Antioquia.
1950. Participa en la Exposición de Artistas Antioqueños, patrocinado por La Sociedad de Mejoras Públicas y en los Salones del Palacio de Bellas Artes, donde recibió un pergamino que lo acreditaba con el primer puesto por sus tallas en madera.
1951. Expone 57 obras (mármoles, piedra verde, granito, concreto y madera) en el museo de Zea de Medellín, abre la exposición el Poeta Carlos Jiménez Gómez, hasta que decidió suspender esta suerte de actividades en Bogotá y Medellín y aprovechar el Centenario de Manizales, para trasladar allí por su cuenta, 18 obras, de diciembre 20 del 1951 a enero 6 de 1952.
1951. Expone en la Galería de Arte de La Biblioteca Santander, situada en la Calle Bolivia entre Sucre y El Palo.
1951. En los Salones de la Casa de España, expone junto con los pintores Agustín Jaramillo y Francisco Morales.
1952. Realizó la gran mayoría de esculturas en cerámica, terracota, denominadas por él como Multisombras.
1952. Realizó su obra “Libertad Encadenada” y el 13 de junio de 1953 modificó su obra y la bautizó “Se Rompieron las Cadenas”.
1952. Expone en las distintas sedes que va teniendo La Galería de Arte Nacional (Perú entre Palacé y Venezuela), donde fue socio fundador.
1952. El 7 de agosto en el IX Salón de Artistas Colombianos, en Bogotá presenta dos tallas en piedra: La Laguna y La Madremonte.
1953. Es nombrado profesor en la Casa de la Cultura (hoy Facultad de Artes de la Universidad de Antioquia).
1953. Realizó su obra monumental: “La Madremonte”. Actualmente en el Jardín Botanico de Medellín.
1953. Septiembre 10, expone 57 esculturas en madera, granito, cemento y mármol, en la sala Rendón del Museo de Zea.
1953. Del 14 de noviembre al 1 de diciembre, realiza la Primera Exposición al Aire libre en Colombia, donde expone en la Plazuela Nutibara su Escultura Monumental “La Madremonte” y otras más obras entre ellas sus 70 Multisombras y las obras de sus discípulos de la Casa de la Cultura (hoy Facultad de Artes de la universidad de Antioquia); en esta exposición participaron niños cuyas edades fluctuaban entre los 9 y 15 años, exponen 90 obras: tallas directas en piedra y estudios en yeso como trabajos finales de sus estudios de la casa de la cultura.
1954. Ejecutó su obra monumental: “La Bachué”. Muy discretamente colocada, actualmente en la fuente luminosa de la Avenida La Playa frente al Teatro Pablo Tobón Uribe.
1954. En octubre expone en la Plazuela Nutibara su monumental escultura La Bachué, desatando una ola de protestas por la Curia y las Damas de la Acción Católica y la Sociedad de Medellín más por ética que por estética.
1955. Realizó su obra monumental: “El Cacique Nutibara”, actualmente se encuentra en el Cerro Nutibara en el “Pueblito Paisa”.
1955. Expone el Monumento al Cacique Nutibara en la plazuela Nutibara.
1956. Realizó su obra monumental: “El Cristo de los Andes”, este se encuentra actualmente en el Parque Cementerio Jardines Montesacro.
1956. Primer Salón de Artes Plásticas de Antioquia, organizado por la Asociación De Artistas y escritores de Colombia (seccional Antioquia) en la sede del Museo de Zea, inaugurado el 12 de octubre, donde expone su monumental talla en madera del Cristo de los Andes y es duramente calificado por los críticos Aristides Meneghetti y Tito Rojas; con los cuales tuvo su altercado.
1957. El 13 de agosto, es nombrado Director de grupo tipo A del Instituto de Artes Plásticas de Medellín.
1957. Fallece el 10 de noviembre en Porce, corregimiento del Municipio de Yolombo. Departamento de Antioquia.
Después de fallecido:
1958. El 23 de abril en el Jardín del Arte de la ciudad de Medellín se expone gran parte de su obra a los 5 meses de haber muerto, presentación del Maestro Ramón Vásquez
1958. El 7 de abril, la Sociedad de Mejoras Públicas de Medellín, le escribe a su esposa Doña Enriqueta Tamayo, una carta con la siguiente resolución aprobada: 
“Muy distinguida señora: Muy atentamente me permito transcribir a usted la siguiente Resolución aprobada por la Asamblea General de los Centros Cívicos de Medellín, en su sesión de ayer, reunida en el Teatro de Bellas Artes. “La Asamblea General de Centros Cívicos de Medellín, en su sesión ordinaria de abril 6 de 1958, 
CONSIDERANDO: 1. Que hace aproximadamente un año pereció trágicamente el genial escultor José Horacio Betancur; 2. Que con su muerte desapareció uno de los artistas antioqueños más famosos, que había iniciado sus estudios en el Instituto de Bellas Artes de esta ciudad; 3. Que en la actualidad su tumba se encuentra sin una placa conmemorativa o lápida; y, 4. Que compete a esta Corporación cívica hacer honor a los hombres que dejaron su nombre gravado en el engrandecimiento artístico de nuestra patria, 
RESUELVE: A). Colocar un retrato al óleo en uno de los salones del Instituto de Bellas Artes, (preferiblemente ejecutado por alumnos del establecimiento por medio de un concurso); B). Pedir con nota especial a las Secretarías culturales del departamento y del municipio, la erección de un monumento en su tumba del cementerio Universal, por medio de un concurso, o llevando a este lugar una de sus mejores obras; y C). Presentarlo a las generaciones presentes y futuras como virtuoso de las artes plásticas y hombre de tesonero afán por el engrandecimiento patrio.” 
Copia de esta Resolución será presentada por una comisión de los Centros Cívicos, a la familia del artista y la Secretaría General enviará copias a las Secretarías de Educación departamental y municipal, a las secretarías culturales departamental y municipal y a las diferentes instituciones artísticas de la ciudad.
Soy de usted servidor atento, 
Jesús María Rodríguez, secretario”.
Homenaje que se le debe.
1963. El viernes 8 de noviembre se hace una exposición retrospectiva en el Museo de Zea (hoy Museo de Antioquia), presentación del Maestro Pedro Nel Gómez.
1967. El municipio de Medellín le compra a su familia: “Cacique Nutibara”, “La Bachué”, “Libertad Encadenada”, “Violencia Sobre el Mundo”, “Minería Antigua y Moderna”, “Llama al viento”, “ Queremos Paz”, “Bongosero”, “Angustia”.
1975. Se presentan Esculturas del Maestro José Horacio Betancur B. en la Galería de Arte S.A.I. de Medellín, obras de la colección del Jardín del Arte prestadas por Diana Vallejo de Vélez.
1977. Se hace una exposición donde se reúne alrededor de 50 obras en la Sala del Mundo de la Biblioteca Pública Piloto de Medellín, auspiciada por la alcaldía de Medellín y presentada por Manuel Mejía vallejo.
1978. Del 10 de enero al 10 de febrero, se presenta una exposición de Tallas en Madera, en las salas del Museo Universitario de la U. de A.
1979. Participa en una Exposición colectiva de la “ Escultura en Antioquia “ del 6 de septiembre al 30, en el Museo de Antioquia.
1986. Se presenta una Exposición de “ Esculturas “ de la Colección del Museo de Antioquia, en La Universidad de Medellín organizada por el departamento de extensión Cultural y el Museo de Antioquia y allí está representado con la escultura en madera del “ Viejo Placido Vélez “.
2008. Exposición “HUELLA DEL ARTE ANTIOQUEÑO EN ENVIGADO” Casa de la Cultura “Miguel Uribe Restrepo, Municipio de Envigado
2008 Ecos de México en la Galería Mundo. Bogotá.
Desde el 8 al 29 de mayo,
Exposición El llamado de la tierra, que pretende reafirmar la influencia mexicana en el arte en Colombia, en los años 20. La exhibición estuvo integrada por obras de los artistas más representativos de esta generación Rómulo Rozo, Luis Alberto Acuña, Ignacio Gómez Jaramillo, Rodrigo Arenas Betancourt, Pedro Nel Gómez, Alipio Jaramillo, José Horacio Betancur, entre otros.

### Conclusión
Sus primeros años estuvieron enmarcados por las Esculturas en Madera y su Taller Luis XV. Esculturas de bulto y Relieves gigantescos y a más del mobiliario escultórico.
Hasta 1948 que empieza a trabajar haciendo esculturas de carácter puramente decorativo, donde se estiliza la fauna y la flora colombianas con técnica original (granito esmerilado).
Desde 1950 Esculturas de deidades selváticas americanas en piedra talco y mármol, donde representa motivos nuestros como "La Llorona", "La Madremonte", "La Laguna", "La selva", esculturas simbólicas, temas extraídos de la tradición y de la mitología.
Por esos mismos años se muestra que el artista está compaginado con su propio pueblo, con esculturas de función Social la época presente o actual, en la cual incluye "Violencia sobre el Mundo", "La Tragedia del Minero", "Opresión", "Libertad encadenada”, “La Patria y los Lagartos”, entre otros. Todas ellas modeladas y trabajadas en concreto directo.
Hacia el año 1953 se da a labor de la enseñanza más en serio y forma el primero y único equipo de Escultores que ha existido en Antioquia, del que hacían parte sus discípulos más adelantados. Y se da a la tarea de crear sus obras monumentales en concreto patinado. Que serán las primeras obras públicas monumentales no oficiales de Antioquia.